# Медведєк (Требнє)
Медведєк (словен. Medvedjek) — поселення в общині Требнє, регіон Південно-Східна Словенія, Словенія.